# Cinématon
Cinématon – francuski film eksperymentalny w reżyserii Gérarda Couranta, który rozpoczął jego realizację dnia 7 lutego 1978 i jest on ciągle tworzony w 2018 roku.
W Cinématon (nazwa powstała z połączenia dwóch słów: Cinéma i Photomaton) występują ludzie związani ze światem sztuki i rozrywki (filmowcy, pisarze, filozofowie, artyści, poeci, muzycy itp.)
Kilka miesięcy wcześniej, 18 października 1977, Gérard Courant nakręcił film #0 autoportret, który był jego pierwszym filmem fabularnym. Tenże autoportret stanowi część antologii Cinématon, którą reżyser rozpoczął w tym właśnie w tym dniu.
Celem Cinématon jest archiwizowanie sztuki, a szczególnie tematu rozrywki, gdy filmowany człowiek prezentuje siebie takim jakim jest.
Około 3018 Cinématons są dostępne w serwisie Youtube.
Wszystkie portrety są wykonywane na zasadach ujęcia i filmu niemego i trwają po 3 minuty i 20 sekund, podczas których każda filmowana osoba może robić co chce.
Projekcje filmu odbywały się w teatrach, galeriach, muzeach, także w telewizji.

## Osoby występujące w Cinématon
- Dramaturdzy: Arrabal, Claude Confortès.
- Śpiewacy, piosenkarze: Amina, Bertrand Cantat, Sapho, Richard Gotainer, Ronee Blakley.
- Dyrygenci: Jean-Claude Casadesus.
- Reżyserzy: Alexandre Astruc, Marco Bellocchio, Lino Brocka, Jusuf Szahin, Jean Dréville, Joseph Losey, Samuel Fuller, Siergiej Paradżanow, Jean-Luc Godard, Carlo Lizzani, Ken Loach, Mario Monicelli, Manoel de Oliveira, Nagisa Oshima, Gleb Panfiłow, Nelson Pereira dos Santos, Raúl Ruiz, Volker Schlöndorff, Ettore Scola, Margarethe von Trotta, Wim Wenders, Daniel Schmid, Roberto Benigni, Gérard Blain, Philippe Garrel, Francesco Maselli, Maurice Pialat, Jean-Marie Straub, Danièle Huillet, Joseph Morder, Robert Kramer, Jean Rouch, Bryan Forbes, Gérard Krawczyk, Bigas Luna, Paulo Rocha, Jonas Mekas, Michael Snow, Mai Zetterling, Gianfranco Mingozzi, Lina Wertmüller, F.J. Ossang, Johanna Vaude, Bille August, Jacques Richard, Raoul Sangla, Jean-Charles Tacchella, René Vautier, Dominique Cabrera, Mrinal Sen.
- Aktorzy: Horst Tappert, Feodor Atkine, Stéphane Audran, Juliet Berto, Sandrine Bonnaire, Richard Bohringer, Élodie Bouchez, Mathieu Amalric, Évelyne Bouix, Lou Castel, Ninetto Davoli, Maruschka Detmers, Anne Brochet, Simon de La Brosse, Gérard Jugnot, Jean-Pierre Kalfon, Oja Kodar, Gabrielle Lazure, Ivano Marescotti, Béatrice Romand, Rosette, Zabou, Jean-François Stévenin, Alain Chabat, Jean Abeillé, Imanol Arias, Marie Rivière, Chantal Lauby, Bruno Carette, Dominique Farrugia, Joaquim de Almeida, Patrick Bouchitey(inne języki), Otto Sander, Nicoletta Braschi, Jean-François Gallotte, Zouzou, Tina Aumont, Jean-Christophe Bouvet, Isabel Ruth, Maurice Baquet, Noël Simsolo.
- Kompozytorzy: Anne Gillis, Michel Marre.
- Krytycy filmowi: Adriano Apra, Raphaël Bassan, Michel Boujut, Henry Chapier, Serge Daney, Jean Douchet, Tullio Kezich, Noël Godin, Gérard Lefort, Samuel Lachize, Kostia Milhakiev, Jean Roy, Gérard Lenne, Serge Toubiana, Dominique Païni, Édouard Waintrop, Alain Riou, Michèle Levieux, Jean-François Rauger.
- Krytycy sztuki: Catherine Millet, Jacques Henric.
- Projektanci: Serre, Soulas, Willem, Gébé, Trez.
- Operatorzy filmowi: Renato Berta, Henri Alekan, Gérard de Battista, Robert Alazraki, Bruno de Keyzer, Dominique Le Rigoleur, Charles Bitsch.
- Pisarze: Patrick Besson, Louis Calaferte, Jacques Cellard, Didier Daeninckx, Michel Déon, Alain Jouffroy, Gabriel Matzneff, Dominique Noguez, Maurice Pons, Philippe Sollers, Jean Dutourd, Julian Semionov, Alain Paucard, Philippe de Saint Robert, Henri Troyat.
- Historycy: Jean Tulard, Max Gallo.
- Komicy: Laurent Gerra, Marc Jolivet, Pierre Péchin, Henri Tisot.
- Dziennikarze: Patrick Poivre d’Arvor, Yves Mourousi, Benjamin Cuq, Henri Gault.
- Malarze: Jean Le Gac, Aki Kuroda, Jacques Monory, Ernest Pignon-Ernest, Jean Daviot, Bruno Lapeyre, Frédéric Pardo, Daniel Pommereulle.
- Wykonawcy: Mounir Fatmi, Alain Fleischer, Anne Gillis, Jean-Jacques Lebel, Sarenco, Franco Verdi.
- Filozofowie: Jean-Paul Aron, Mikel Dufrenne, Jean-Pierre Faye, Jean-François Lyotard.
- Fotograficy: Edward Hartwig, Xavier Lambours.
- Poeci: Emmanuel Hocquard, Marcelin Pleynet, Yves Martin, Jean Phaure, John Giorno(inne języki), Jean Berteault.
- Politycy: Dominique Bussereau, René Dosière, Jack Lang, Michel Crépeau, Frédéric Mitterrand, Robert Hue.
- Producenci filmowi: Claude Berri, Marin Karmitz, Luigi De Laurentiis, Vladimir Roitfeld, Daniel Toscan du Plantier.
- Scenarzyści: Gérard Brach, Vincenzo Cerami.
- Psychoanalitycy: Félix Guattari.
- Naukowcy: Henri Laborit.
- Rzeźbiarze: Michel Journiac, Bernard Pagès.
- Mężczyźni i kobiety w telewizji: Pascale Breugnot, Frédéric Mitterrand, Philippe Gildas, Jean-Luc Delarue, Karl Zéro, Jean-Yves Lafesse.
- Mężczyźni i kobiety w radiu: Zappy Max, José Artur.
- Zawodowi prowokatorzy: Georges Le Gloupier, Jean-Pierre Bouyxou.
- Bande dessinée: Mézières, Denis Sire, Jean Teulé.
- Utopiści: Cavanna, Professeur Choron, Aguigui Mouna.
- Architekci: Roland Castro.
- Kapłani: Jacques Gaillot